# Feliks Żukowski

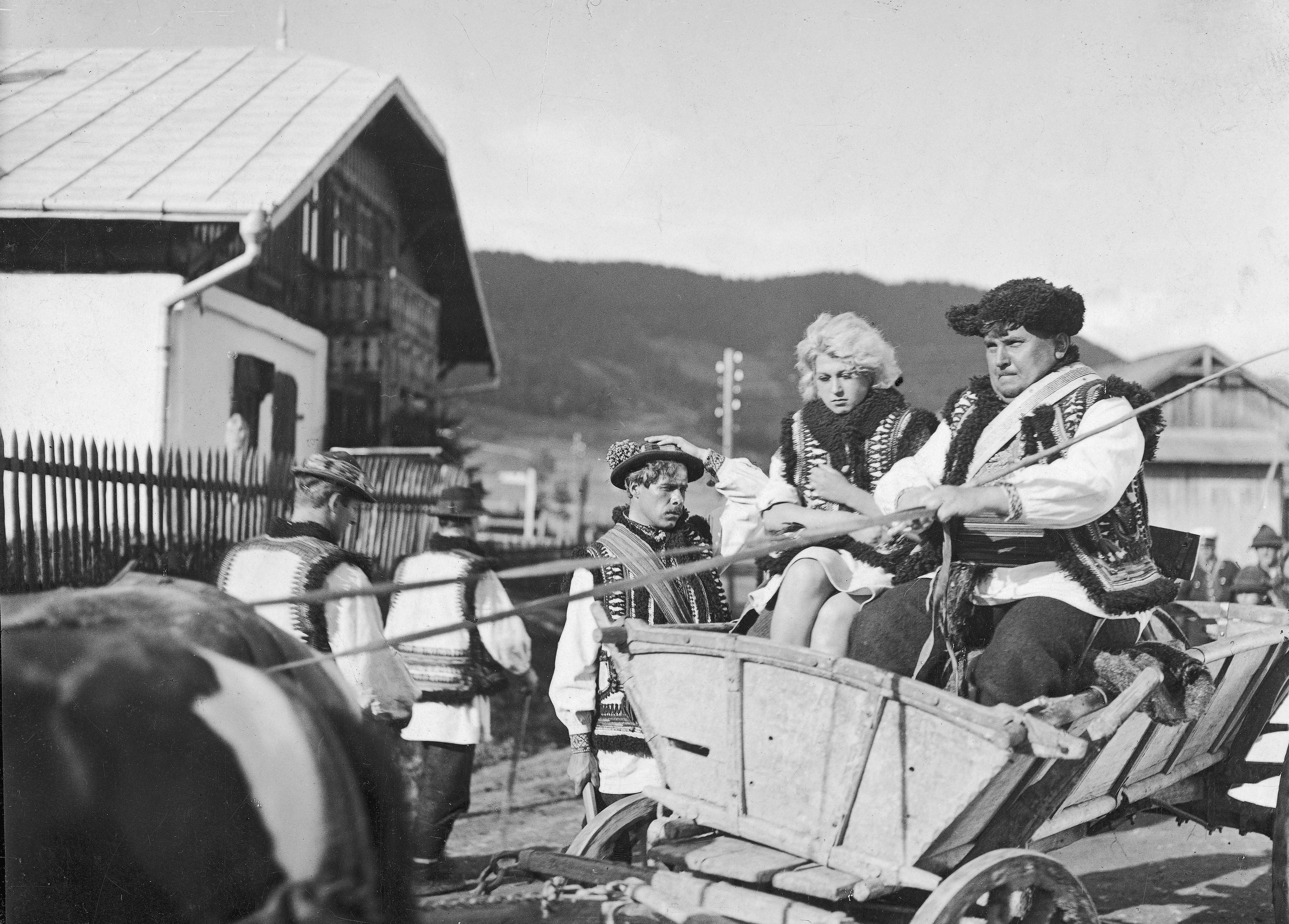
Scena z filmu Przybłęda (1933). Od prawej: Zygmunt Chmielewski (wójt), Ina Benita (Maryjka), Feliks Żukowski (Dmetro)

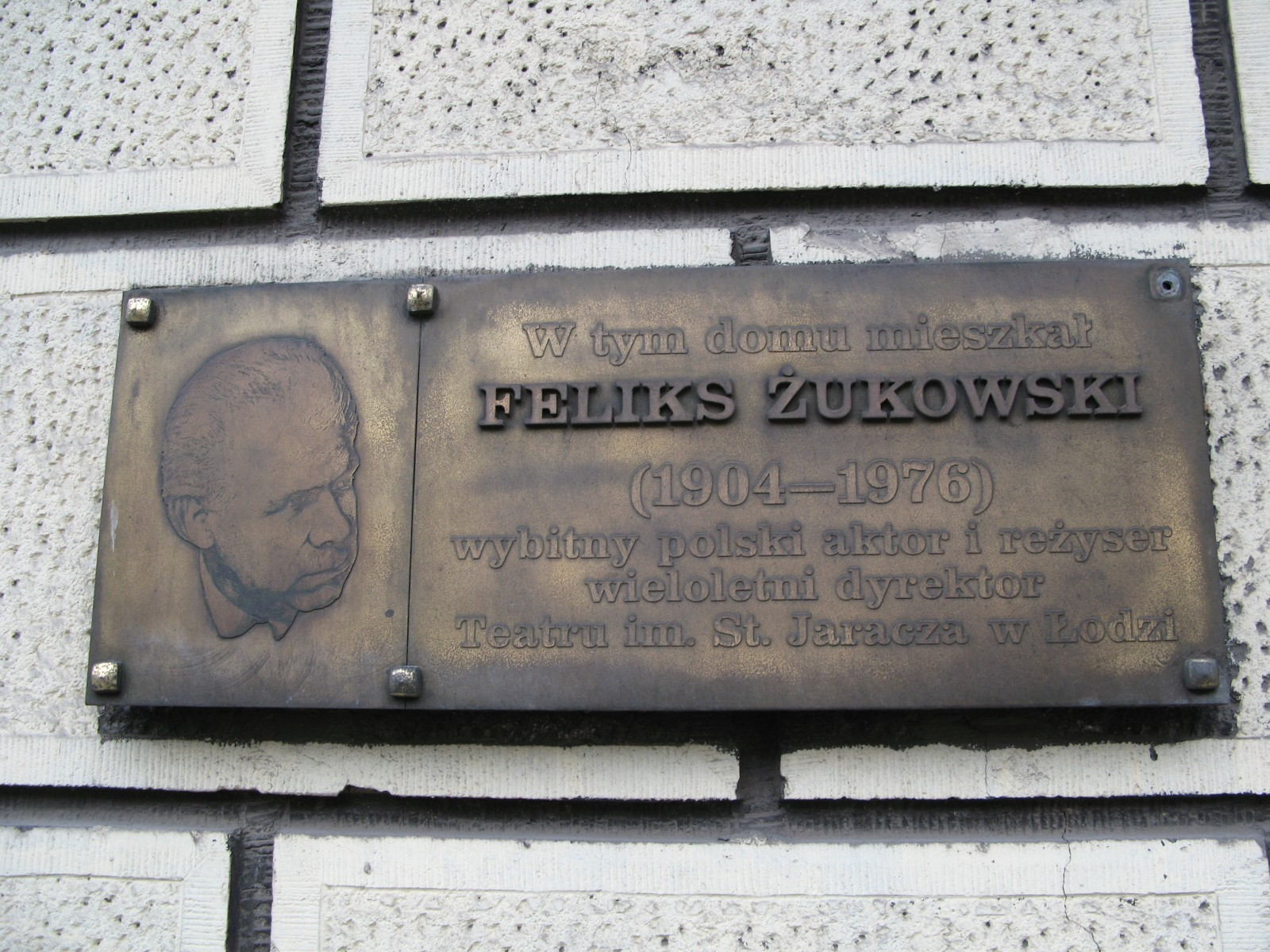
Tablica na budynku w Łodzi, w którym mieszkał Feliks Żukowski, ul. Sienkiewicza 27

Feliks Żukowski (ur. 30 maja 1904 w Rydze, zm. 17 stycznia 1976 w Łodzi) – polski aktor teatralny, filmowy i telewizyjny, reżyser teatralny, obrońca Polski z września 1939, żołnierz Armii Krajowej, więzień obozu koncentracyjnego Sachsenhausen.

## Życiorys
Urodził się 30 maja 1904 w Rydze (zob. Polacy na Łotwie), ówcześnie na terytorium Imperium Rosyjskiego (ob. Łotwa). W 1925 zdał aktorski egzamin eksternistyczny i do 1927 grał w Teatrze Miejskim w Lublinie. Przed II wojną światową występował głównie na scenach teatrów wileńskich, m.in. w Teatrze Komedii Muzycznej „Lutnia” (1926–1927) i Teatrze Reduta (1928–1930) oraz teatrów warszawskich, m.in. w Teatrze Kameralnym (1932–1933), Teatrze Ateneum (1933–1934), Teatrze Polskim (1934–1935), Teatrach TKKT (1935–1936), Teatrze Powszechnym (1936–1937) i Teatrze Narodowym (1937–1939).
Uczestniczył w kampanii wrześniowej 1939 jako oficer rezerwy. Brał udział m.in. w obronie Warszawy i w bitwie nad Narwią, wzięty do niewoli uciekł i wrócił do Warszawy. Podczas okupacji imał się różnych zajęć, następnie pracował w Męskiej Miejskiej Szkole Zawodowej. Brał udział w walce konspiracyjnej Armii Krajowej. W 1944 został aresztowany i był więźniem obozu koncentracyjnego Sachsenhausen-Oranienburg.
W 1945 wrócił do Polski i osiedlił się w Łodzi. Występował na deskach Teatru Kameralnego Domu Żołnierza (1945–1947) i Teatru Wojska Polskiego (1947–1949). W latach 1949–1952 był aktorem Teatrów Dramatycznych we Wrocławiu. Od 1952 był nieprzerwanie związany ze scenami łódzkimi: Teatru im. Stefana Jaracza (1952–1957 i 1960–1976), Teatru Nowego (1957–1958) i Teatru Powszechnego (1959–1960). W latach 1953–1955 i 1960–1971 był dyrektorem naczelnym i artystycznym Teatru im. Stefana Jaracza. W latach 1952–1957 i 1960–1971 również reżyserował. Od 1973 był członkiem zasłużonym SPATiF–ZASP.
Występował również w Teatrze Telewizji, m.in. w spektaklach: Złota kareta Leonida Leonowa w reż. Jerzego Antczaka (1960) i Jak wam się podoba Williama Szekspira w reż. Zygmunta Hübnera (1963) i w Ziemi obiecanej Władysława Reymonta w reż. Tadeusza Worontkiewicza (1967), Niemcach Leona Kruczkowskiego (1968) i Pierwszym dniu wolności Leona Kruczkowskiego w reż. Zbigniewa Kuźmińskiego (1969), a także w roli tytułowej w przedstawieniu Jegor Bułyczow Maksima Gorkiego (1971) i w roli Brennana w Czerwonych różach dla mnie Seána O’Caseya w reż. Jerzego Domaradzkiego (1979). Ponadto od 1931 wystąpił w ponad 40 filmach.
Zmarł 17 stycznia 1976 w Łodzi, pochowany na Starym Cmentarzu przy ul. Ogrodowej (kwatera 41-3/9).

## Filmografia (wybór)
- 1938: Za Zasłoną – Janek

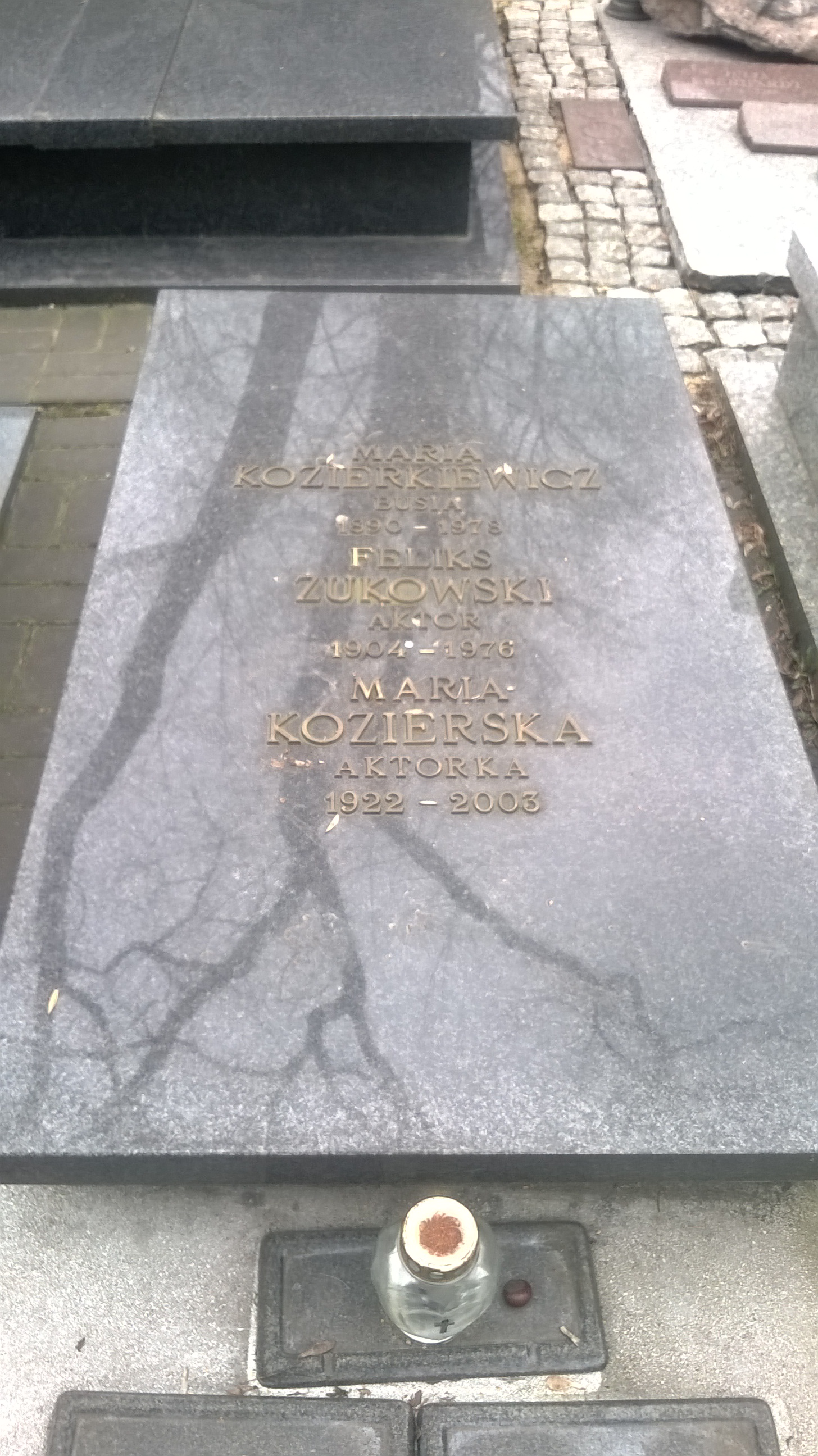
Grób Feliksa Żukowskiego na Starym Cmentarzu w Łodzi przy ul. Ogrodowej

- 1938: Serce matki – Antoni, mężczyzna w klinice ginekologicznej
- 1939/1940: Złota Maska – rządca Pieczynga
- 1939/1946: Czarne diamenty – Żuczek
- 1946: W chłopskie ręce – Franek Kruk
- 1946: Zakazane piosenki – Jurek, dowódca Romana i Ryszarda
- 1947: Jasne łany – Jakub Ruczaj, młynarz
- 1948: Stalowe serca – Michał Wontor
- 1953: Celuloza – chorąży Pawłowski
- 1953: Trudna miłość – sekretarz Kłyś
- 1953: Piątka z ulicy Barskiej – redaktor
- 1953: Pościg – dyrektor Zakładów Przemysłu Chemicznego im. Marii Curie-Skłodowskiej
- 1953: Przygoda na Mariensztacie – dyrektor zjednoczenia
- 1953: Żołnierz zwycięstwa
- 1954: Autobus odjeżdża 6.20 – Gorgoś, organizator narady hutników
- 1954: Niedaleko Warszawy – Szymon Bugaj, ojciec Wandy
- 1955: Trzy starty – sędzia pływacki
- 1957: Skarb kapitana Martensa – kapitan Gustaw Martens
- 1960: Krzyżacy – ksiądz Kaleb w Spychowie
- 1961: Czas przeszły – Polak ukrywający rodzinę Tenenbaumów
- 1961: Historia żółtej ciżemki – strażnik w Krakowie
- 1963: Mansarda – pan Z.
- 1964: Panienka z okienka – kupiec futrzany
- 1965: Głos ma prokurator – Józef Trepa, ojciec Wojciecha
- 1965: Powrót doktora von Kniprode – doktor Piotr, w czasie wojny oficer AK (cz. 2. W matni)
- 1966: Powrót na ziemię – mężczyzna w dworcowej restauracji, któremu wydaje się, że zna Wandę z czasów przedwojennych
- 1968: Stawka większa niż życie (serial telewizyjny) – pułkownik „Kornel” (odc. 7. Podwójny nelson)
- 1972: Chłopi (serial telewizyjny) – dziedzic z Raciborowic (odc. 2. Jarmark)
- 1973: Hubal – właściciel stadniny, gospodarz wigilii
- 1974: Gniazdo – arcybiskup
- 1974: Karino (serial telewizyjny)
- 1975: Czerwone i białe – dziedzic

## Ordery i odznaczenia
- Krzyż Komandorski Orderu Odrodzenia Polski (1973)
- Krzyż Oficerski Orderu Odrodzenia Polski (1961)
- Krzyż Walecznych (1942)
- Medal 10-lecia Polski Ludowej (28 lutego 1955)[1]
- Odznaka 1000-lecia Państwa Polskiego (1966)
- Honorowa Odznaka Miasta Łodzi (1976)

## Nagrody
- Nagroda Państwowa II stopnia za rolę Lenina w sztuce Pogodina pt. Człowiek z karabinem w Państwowym Teatrze Polskim we Wrocławiu (1952)[2][3]
- Nagroda I stopnia na Festiwalu Sztuk Radzieckich i Rosyjskich w Katowicach za rolę Lenina w spektaklu Trzecia patetyczna Nikołaja Pogodina w Teatrze im. Stefana Jaracza w Łodzi (1963)
- Nagroda Ministra Obrony Narodowej II stopnia (1963)